# Келли, Скотт (музыкант)
Скотт Келли Майкл (англ. Scott Kelly Michael) — один из трех основателей группы Neurosis (Oakland, California), в которой он играет на гитаре и поёт. С 1985 он пишет и издаёт музыку в группах Neurosis, Tribes of Neurot, Blood and Time и своём сольном проекте. Он также участвует в проекте Shrinebuilder вместе с Al Cisneros, Scott Weinrich, и Dale Crover. Первый альбом Shrinebuilder вышел в октябре 2009. Он также был гостем на шести альбомах группы Mastodon. В дополнение к музыкальным проектам Скотт вместе с его друзьями из Neurosis основали музыкальный лейбл Neurot Recordings. Он и его друзья также владеют интернет-радио под названием Combat Music Radio. В декабре 2008 Скотт завёл блог «We Burn Through the Night» на сервисе Blogspot.
Уроженец Сан-Франциско, в настоящее время проживает в Ашленде (штат Орегон).

## Музыкальное влияние
Келли цитирует его собственную причастность с Neurosis как центральное влияние на его музыкальный стиль. Он также рассматривает что Black Flag, Pink Floyd, Die Kreuzen, Amebix, Jimi Hendrix, King Crimson, The Melvins, Celtic Frost и Hank Williams оказали на него очень большое влияние.

## Дискография
Neurosis
- Pain of Mind (1987)
- Aberration (EP) (1989)
- The Word as Law (1990)
- Empty (EP) (1990)
- Souls At Zero (1992)
- Enemy of the Sun (1993)
- Through Silver in Blood (1996)
- Times of Grace (1999)
- Sovereign (2000)
- A Sun That Never Sets (2001)
- The Eye of Every Storm (2004)
- Given to the Rising (2007)

Neurosis & Jarboe
- Neurosis & Jarboe (2003)

Tribes of Neurot
- Rebegin (1995)
- Silver Blood Transmission (1995)
- Static Migration (1998)
- Grace (1999)
- 60º (2000)
- Adaptation and Survival: the Insect Project (2002)
- Meridian (2005)

Solo Albums
- Spirit Bound Flesh (2001)
- The Wake (2008)

Blood and Time
- At the Foot of the Garden (2003)
- Latitudes (2007)

Shrinebuilder
- Shrinebuilder (2009)

Mastodon (гость)
- Leviathan (на треке 'Aqua Dementia') (2004)
- Blood Mountain (на треке 'Crystal Skull') (2006)
- Crack the Skye (на треке 'Crack the Skye') (2009)
- The Hunter (на треке 'Spectrelight') (2011)
- Once More Round The Sun (на треке 'Diamond In The Witch House') (2014)
- Emperor Of Sand (на треке 'Scorpion Breath') (2017)